# Troféus de Televisão TV 7 Dias 2013
A 5ª edição dos Troféus de Televisão TV 7 Dias ocorreu no dia 23 de abril de 2014, no Casino Estoril.
A esta edição foi acrescentado um 5.º prémio especial, o Prémio Distinção. Com início das suas emissões em 2013, a CMTV obteve a sua primeira nomeação para estes prémios nesta edição dos mesmos.
Depois ter sido a grande vencedora das cerimónias realizadas em 2010, 2011 e 2012, a TVI voltou a ficar à frente de todas as outras estações em questão de galardões arrecadados, com um total de onze. Esta foi também a quinta consecutiva que a TVI liderou o número de premidos obtidos, ex-aequo com outras estações ou não.
A cerimónia foi transmitida pelo Canal Q no dia seguinte à realização da mesma.

## Nomeados e vencedores
| Melhor Telenovela | Melhor Ator Principal de Telenovela |
| --- | --- |
| - Belmonte (TVI) - Dancin' Days (SIC) - Destinos Cruzados (TVI) - Os Nossos Dias (RTP1) - Sol de Inverno (SIC) | - Pedro Teixeira – Destinos Cruzados (TVI) - Filipe Duarte – Belmonte (TVI) - Marco d'Almeida – Belmonte (TVI) - Rogério Samora – Sol de Inverno (SIC) - Virgílio Castelo – Destinos Cruzados (TVI) |
| Melhor Atriz Principal de Telenovela | Melhor Ator de Elenco Telenovela |
| - Maria João Luís – Sol de Inverno (SIC) - Alexandra Lencastre – Destinos Cruzados (TVI) - Margarida Marinho – Mundo ao Contrário (TVI) - Maria João Bastos – Destinos Cruzados (TVI) - Rita Blanco – Sol de Inverno (SIC)                                                                | - João Perry – Sol de Inverno (SIC) - Diogo Morgado – Sol de Inverno (SIC) - João Ricardo – Dancin’ Days (SIC) - Pedo Barroso – Mundo ao Contrário (TVI) - Ruy de Carvalho – Destinos Cruzados (TVI) |
| Melhor Atriz de Elenco Telenovela | Melhor Música de Genérico |
| - Manuela Maria - Mundo ao Contrário (TVI) - Eunice Muñoz – Destinos Cruzados (TVI) - Luciana Abreu – Sol de Inverno (SIC) - Marina Mota – Destinos Cruzados (TVI) - Sofia Alves – Destinos Cruzados (TVI)                                                                                | - "Amor Com Amor Se Paga”, interpretada por André Sardet – Belmonte (TVI) - "1Lugar ao Sol" , interpretada pelos Delfins – Dancin’ Days (SIC) - "Lado Lunar", interpretada por Rui Veloso – Destinos Cruzados (TVI) - "O Amor É Mágico", interpretada pelos Expensive Soul – Doida por Ti (TVI) - O Mundo ao Contrário", interpretada pelos Xutos & Pontapés – Mundo ao Contrário (TVI) |
| Melhor Série | Melhor Programa infanto-juvenil |
| - Bem-Vindos a Beirais (RTP1) - As Linhas de Torres (RTP1) - Depois do Adeus (RTP1) - Sinais de Vida (RTP1) - Vermelho Brasil (RTP1) | - Zig Zag (RTP2) - CC All Stars (SIC Radical) - Disney Kids (SIC) - I Love It (TVI) - Portal do Tempo (TVI) |
| Melhor Ator de Série | Melhor Atriz de Série |
| - Pepê Rapazote – Bem-Vindos a Beirais (RTP1) - Gonçalo Waddington – Liberdade 21 (RTP1) - João Bonneville – I Love It (TVI) - José Carlos Garcia – Depois do Adeus (RTP1) - Jorge Mourato – Bem-Vindos a Beirais (RTP1)                                                                  | - Oceana Basílio – Bem-Vindos a Beirais (RTP1) - Ana Nave – Depois do Adeus (RTP1) - Catarina Wallenstein – Depois do Adeus (RTP1) - Patrícia Tavares – I Love It (TVI) - São José Correia – Sinais de Vida (RTP1) |
| Melhor Programa de Entretenimento | Melhor Programa de Humor |
| - A Tua Cara Não Me É Estranha (TVI) - Dança com as Estrelas (TVI) - Factor X (SIC) - O Preço Certo (RTP1) - Secret Story – Casa dos Segredos (TVI) | - Gang dos Cotas (TVI) - AntiCrise (RTP1) - Breviário Biltre (RTP1) - Gosto Disto! (SIC) - Odisseia (RTP1) |
| Melhor Ator/Humorista | Melhor Atriz/Humorista |
| - Herman José – Herman 2013 (RTP1) - Eduardo Madeira – AntiCrise (RTP1) - Manuel Marques – AntiCrise (RTP1) - Nuno Lopes – Odisseia (RTP1) - Gonçalo Waddington – Odisseia (RTP1) | - Luciana Abreu – Sol de Inverno (SIC) - Ana Bola – A Mãe do Senhor Ministro (RTP1) - Maria Rueff – A Mãe do Senhor Ministro (RTP1) - Marina Mota – Destinos Cruzados (TVI) - Noémia Costa – Bem-Vindos a Beirais (RTP1) |
| Melhor Talk Show | Melhor Apresentador |
| - 5 para a Meia-Noite (RTP1) - Alta Definição (SIC) - Herman 2013 (RTP1) - Governo Sombra (TVI24) - Você na TV! (TVI) | - Manuel Luís Goucha – Você na TV (TVI) - Daniel Oliveira – Alta Definição (SIC) - Fernando Mendes - O Preço Certo (RTP1) - Herman José - Herman 2013 (RTP1) - Júlio Isidro - Inesquecível (RTP Memória) |
| Melhor Apresentadora | Melhor Programa de Informação |
| - Cristina Ferreira – Você na TV!/Dança Com as Estrelas (TVI) - Bárbara Guimarães – Factor X (SIC) - Manuela Moura Guedes – Quem Quer Ser Milionário? (RTP1) - Tânia Ribas de Oliveira – Praça da Alegria (RTP1) - Teresa Guilherme – Secret Story - Casa dos Segredos (4.ª edição) (TVI) | - Jornal das 8 (TVI) - Jornal da Noite (SIC) - Momentos de Mudança (SIC) - Prós e Contras (RTP1) - Telejornal (RTP1) |
| Melhor Jornalista/Apresentador | Melhor Jornalista/Apresentadora |
| - José Alberto Carvalho – (TVI) - José Gomes Ferreira – Negócios da Semana (SIC Notícias) - João Adelino Faria (RTP1) - Pedro Mourinho (SIC) - Rodrigo Guedes de Carvalho (SIC) | - Cristina Esteves (RTP1) - Ana Lourenço (SIC Notícias) - Clara de Sousa (SIC) - Fátima Campos Ferreira (RTP1) - Judite Sousa (TVI) |
| Melhor Reportagem/Documentário | Melhor Jornalista/Repórter |
| - A Fraude (SIC) - As Células da Esperança (TVI) - O Sexo e a Idade (RTP1) - Rua Segura (CMTV) - Voar África (SIC) | ̈* Rita Marrafa de Carvalho (RTP1) - - Alexandra Borges (TVI) - Cândida Pinto (SIC) - Pedro Coelho (SIC) - Sofia Pinto Coelho (SIC) |
| Melhor Programa de Informação Cultural | Melhor Programa Social |
| - Autores (TVI) - Agora (RTP2) - Cartaz Cultural (SIC Notícias) - Janela Indiscreta (RTP1) - Portugueses pelo Mundo (RTP1) | - Fama Show (SIC) - E-Especial (SIC) - Guestlist (TVI) - Mais Mulher (SIC Mulher) - Só Visto! (RTP1) |
| Melhor Programa Desportivo | Prémios Especiais |
| - MaisFutebol (TVI24) - Liga dos Campeões (TVI24) - O Dia Seguinte (SIC Notícias) - Trio d'Ataque (RTP Informação) - Prolongamento (TVI) | - Troféu Revelação – João Paulo Rodrigues - Troféu Memória – Luís Andrade - Troféu Carreira – Maria Elisa Domingues - Troféu Prestígio – Eunice Muñoz - Troféu Distinção – ̃Hugo de Sousa |

## Canais premiados e nomeados
| Estação        | Prémios | Nomeações |
| -------------- | ------- | --------- |
| TVI            | 11      | 40        |
| RTP1 & RTP2    | 8       | 44        |
| SIC            | 5       | 29        |
| TVI24          | 1       | 3         |
| RTP Informação | 0       | 1         |
| SIC Notícias   | 0       | 4         |
| CMTV           | 0       | 4         |
| RTP Memória    | 0       | 1         |
| SIC Radical    | 0       | 1         |

1. ↑  Vendeira, Pedro (23 de abril de 2014). «Conheça os vencedores da V Gala dos Troféus TV7Dias». A Televisão. Consultado em 7 de junho de 2025. Cópia arquivada em 6 de junho de 2025